# Me First and the Gimme Gimmes
Me First and the Gimme Gimmes is een Amerikaanse supergroep en punkband die in 1995 is opgericht. De band bestaat uit leden van verschillende bands van het Fat Wreck Chords-platenlabel. Fat Mike van NOFX, Joey Cape en Dave Raun van Lagwagon, Chris Shiflett van Foo Fighters (in 1995 No Use for a Name) en Spike Slawson van Swingin' Utters.
De band speelt uitsluitend covers van andere nummers en was aanvankelijk bedoeld als hobby-project. Het was nooit de bedoeling een album uit te brengen, maar nadat in de loop van 1995 en 1996 verschillende nummers op compilaties en singles waren uitgebracht verscheen in 1997 het debuutalbum Have a Ball. De band heeft nu tot op heden onder andere zes studioalbums uitgebracht.

## Muziek

### Thema
Elk studioalbum van Me First and the Gimme Gimmes heeft een thema. Het eerste album, Have a Ball, bevat voornamelijk hits uit de jaren zeventig van artiesten als John Denver en Elton John. Op het tweede album Are a Drag worden nummers uit musicals als The Wizard of Oz en The Sound of Music gecoverd. Blow in the Wind, het derde album, draait om hits uit de jaren zestig van onder anderen Bob Dylan en Del Shannon. Het thema van het vierde album Take a Break is r&b en bevat nummers van R. Kelly en Boyz II Men. Het eind 2006 verschenen album Love Their Country bevat country en western-covers, met nummers van onder anderen Garth Brooks en Johnny Cash. In 2014 verscheen het zesde studioalbum Are We Not Men? We Are Diva!, waarbij het thema bij diva's ligt.
Het livealbum Ruin Jonny's Bar Mitzvah kent geen thema. Het album werd opgenomen tijdens de bar mitswa van Jonny Wixen. Het verzamelalbum Have Another Ball, dat in 2008 verscheen, bestaat uit eerder uitgegeven nummers en nummers die niet op Have a Ball terecht waren gekomen.

### Intro
De intro's van verschillende nummers van de band zijn gebaseerd op punkklassiekers van andere bands. De intro van het nummer "Favourite Things" is van "Generator" van het gelijknamige album Generator van Bad Religion, "Sloop John B." is gebaseerd op "Teenage Lobotomy" en "You've Got a Friend" van het album Blitzkrieg Bop van Ramones, "Elenor" op "London Calling" van The Clash, "San Francisco" op "Stranger Than Fiction" van Bad Religion, "Crazy" op "Six Pack" van Black Flag, "The Longest Time" op "Suspect Device" van Stiff Little Fingers en "On the Road Again" op "Astro Zombies" van The Misfits.
Het tussenstuk in het nummer "Hava Nagila" is gebaseerd op "Come Out and Play" van The Offspring.

## Leden
Als een van de bandleden is verhinderd voor een liveoptreden wordt deze vervangen door een muzikant uit een andere band. Artiesten die als vervanger hebben opgetreden zijn onder andere Brian Baker en Jay Bentley van Bad Religion, Scott Shiflett, de broer van Chris, van Face to Face, Warren Fitzgerald van The Vandals, Lindsay McDougall van Frenzal Rhomb en Eric Melvin van NOFX.
- Spike Slawson - zang
- Chris Shiflett - gitaar, achtergrondzang
- Fat Mike - basgitaar, achtergrondzang
- Joey Cape - slaggitaar, achtergrondzang
- Dave Raun - drums

## Discografie

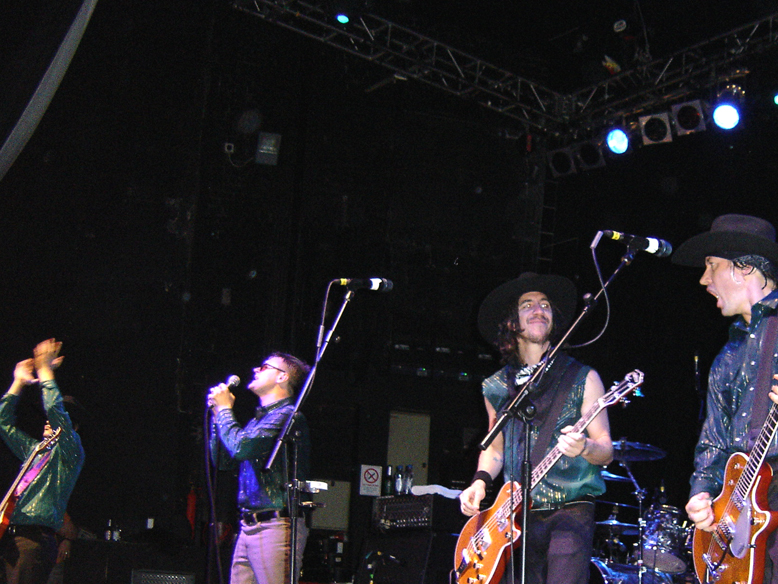
Joey Cape en Spike Slawson en tourleden Eric Melvin en Scott Shiflett.

### Studioalbums
- Have a Ball (1997)
- Are a Drag (1999)
- Blow in the Wind (2001)
- Take a Break (2003)
- Love Their Country (2006)
- Are We Not Men? We Are Diva! (2014)

### Singles
De singles van Me First and the Gimme Gimmes bevatten elk een nummer van een bijhorende album en een nummer van de artiest waar de single naar vernoemd is. De singles zijn steeds uitgebracht bij een ander platenlabel, met uitzondering de single "Bob" die alleen verkrijgbaar was in een verzamelbox met de tien voorgaande singles.
- "Denver" (Fat Wreck Chords, John Denver, 1995)
- "Billy" (Epitaph, Billy Joel, 1996)
- "Paul" (Kung Fu Records, Paul Simon, 1997)
- "Diamond" (Hopeless Records, Neil Diamond, 1997)
- "Barry" (SideOneDummy Records, Barry Manilow, 1997)
- "Elton" (Honest Don's Records, Elton John, 1999)
- "Garf" (Lookout! Records, Simon and Garfunkel, 1999)
- "In Your Barcalounger" (Alternative Tentacles, James Taylor, 1999)
- "Shannon" (BYO Records, Del Shannon, 2001)
- "Stevens" (Nitro Records, Cat Stevens, 2001)
- "Bob" (Fat Wreck Chords, Bob Dylan, 2001)
- "Jackson" (Jade Tree Records, Michael Jackson, 2003)
- "Stevie" (No Idea Records, Stevie Wonder, 2003)

#### Square Dance Series
De band bracht in 2007 en 2008 een vijftal singles uit in de zogenaamde Square Dance Series welke in een beperkte oplage zijn gedrukt op vierkant vinyl en gekleurd vinyl.
- "Dolly" (Dolly Parton, 2007)
- "Cash" (Johnny Cash, 2007)
- "Willie" (Willie Nelson, 2007)
- "Kenny" (Kenny Rogers, 2008)
- "Jerry" (Jerry Reed, 2008)